# 城北街道 (如皋市)
城北街道是中华人民共和国江苏省南通市如皋市下辖的一个街道办事处。
2013年3月18日，江苏省人民政府批复同意撤销袁桥镇、柴湾镇，以原袁桥镇、柴湾镇所辖区域和原如城镇所辖的新生、新王庄、太平、鹿门、邓元、城北、东风、庆余、普济9个居委会以及邵庄、陆桥、阚庄3个村委会区域，设立城北街道办事处，街道办事处驻益寿路工发大厦。

## 行政区划
城北街道下辖以下村级行政区划单位：
柴湾社区、镇南社区、双龙社区、杨宗社区、里庄村、万新村、天河桥村、桥港村、戴庄村、平园池村、志勇村、双楼庄村、复兴村、陆姚社区、何庄社区、袁桥社区、十里敦社区、花园桥社区、浦东社区、纪港村、八角井村、顾巷村、复兴庄村、狮垛村、朱厦村、民实村、野林村、东风社区、庆余社区、普济社区、城北社区、太平社区、鹿门社区、邓园社区、新生社区和新王庄社区。